# Hatvan vasútállomás
Hatvan vasútállomás Hatvan városának vasútállomása, melyet Hatvan önkormányzata üzemeltet. Újhatvan városrész keleti szélén, a 3-as főút vasúti felüljárójától délre helyezkedik el, közúti elérését a 3-ast Boldoggal összekötő 31 121-es számú mellékút biztosítja. Az állomásnak a felvételi épülettől délre eső része az építéstől kezdve évtizedeken át a szomszédos Boldog település külterülete volt Pest-Pilis-Solt-Kiskun vármegyében, melőtt rendezték volna a területi elhelyezkedését.

## Története
A településen 1867. március 31-én, a Magyar Északi Vasút tulajdonában lévő Pest–Hatvan-vonal megnyitásával indult meg a vasúti forgalom. Ugyanezen év május 19-én átadták a Hatvan–Salgótarján-vasútvonalat is. Nem sokkal később (1868. július 1-jén) mindkét szakasz kezelését a Magyar Királyi Államvasutak vette át.
1944. szeptember 20-án a szövetséges hatalmak légiereje bombatámadást intézett a vasútállomás ellen. A főépület, a rendező-pályaudvar és a vágányhálózat szinte teljes egészében megsemmisült, a halottak számát 300-600-ra becsülték.
A mai felvételi épület - a 80a vonal villamosításának idején - 1956-ban épült, jellegzetesen szocreál stílusban. Az állomás főépületének – akkori árakon mintegy 31 millió forint értékű – beruházását 1956-ban szabálytalanul, minisztertanácsi engedélyezés és tervdokumentáció nélkül kezdték meg. Emiatt a Minisztertanács az 1956. május 24-i határozatával Bebrits Lajos közlekedés- és postaügyi minisztert figyelmeztetésben részesítette.
A peronok és  vágányhálózat 1987-1988 között kapott utoljára felújítást. 2006-ban megújult az utastájékoztató rendszer.
A városközpontból a vasútállomás végponti váltókörzete és a 3-as főút 2013-2015 között felújított, akkor Boldog Meszlényi Zoltán hídra keresztelt felüljárója mellé a Hatvani buszpályaudvar 2010-ben költözött ki.

## Vonalak
- 80-as vonal (Budapest-Keleti–Hatvan–Sátoraljaújhely)
- 81-es vonal (Hatvan–Somoskőújfalu)
- 82-es vonal (Hatvan–Újszász)

## Megközelítés tömegközlekedéssel
- Helyközi busz:  348, 406, 407, 409, 410, 412, 414
- Távolsági busz:  1037, 1039, 1040, 1049, 1052, 1063

## Forgalom
| Járat                       | Útvonal | Gyakoriság                        |
| --------------------------- | --- | --------------------------------- |
| S80                         | Budapest-Keleti – Kőbánya felső – Rákos – Akadémiaújtelep – Rákosliget – Rákoscsaba-Újtelep – Rákoscsaba – Pécel – Isaszeg – Gödöllő-Állami telepek – Gödöllő (– Máriabesnyő – Bag – Aszód – Hévízgyörk – Galgahévíz – Tura – Hatvan – napi 1 tovább Füzesabony felé) | Napi 10 pár                       |
| S80                         | Hatvan → Tura → Galgahévíz → Hévízgyörk → Aszód → Bag → Máriabesnyő → Gödöllő | Munkanapokon 3 Gödöllő felé       |
| S820                        | Hatvan – Jászfényszaru – Pusztamonostor – Jászberény – Meggyespele – Portelek – Jászboldogháza-Jánoshida – Újszász – Zagyvarékas – Szolnok | Óránként                          |
| S780                        | Hatvan – Tura – Galgahévíz – Hévízgyörk – Aszód – Iklad-Domony – Iklad-Domony felső – Galgamácsa – Galgagyörk – Püspökhatvan – Acsa-Erdőkürt – Galgaguta – Nógrádkövesd – Becske alsó – Magyarnándor – Mohora – Szügy – Balassagyarmat | Munkanapokon napi 2 pár           |
| Agria InterRégió            | Budapest-Keleti – Gödöllő – Máriabesnyő – Bag – Aszód – Tura – Hatvan – Vámosgyörk – (Adács – Karácsond – Ludas – Nagyút –) Kál-Kápolna – Füzesabony – Maklár – (Andornaktálya →) Eger | Óránként                          |
| Mátra InterRégió            | Budapest-Keleti – Gödöllő – Máriabesnyő – Bag – Aszód – Tura – Hatvan – Vámosgyörk – Gyöngyöshalász – Kitérőgyár – Gyöngyös | Óránként                          |
| InterRégió                  | Miskolc-Tiszai → Nyékládháza → Mezőkövesd → Füzesabony → Hatvan → Isaszeg → Pécel → Rákoscsaba → Rákosliget → Akadémiaújtelep → Budapest-Keleti | Napi 1 Budapest felé              |
| személyvonat                | Budapest-Keleti – (Pécel → Isaszeg →) Gödöllő (← Máriabesnyő ← Bag) – Aszód – Tura – Hatvan – Vámosgyörk – Adács (← Karácsond ← Ludas) – Nagyút – Kál-Kápolna – Füzesabony – Szihalom – Mezőkövesd – Mezőkövesd felső – Mezőkeresztes-Mezőnyárád – Csincse – Emőd – Nyékládháza – Miskolc-Tiszai                                                                                   | Napi 1 pár                        |
| személyvonat                | Gyöngyös → Gyöngyöshalász → Vámosgyörk → Hatvan → Tura → Aszód → Bag → Máriabesnyő → Gödöllő → Isaszeg → Pécel → Rákoscsaba → Rákoscsaba-Újtelep → Rákosliget → Akadémiaújtelep → Rákos → Kőbánya felső → Budapest-Keleti | Napi 1 Budapest felé              |
| személyvonat                | Hatvan → Vámosgyörk → Gyöngyöshalász → Kitérőgyár → Gyöngyös | Napi 1 Gyöngyös felé              |
| személyvonat                | Hatvan → Vámosgyörk → Adács → Karácsond → Ludas → Nagyút → Kál-Kápolna → Füzesabony → Szihalom → Mezőkövesd → Mezőkövesd felső → Mezőkeresztes-Mezőnyárád → Csincse → Emőd → Nyékládháza → Miskolc-Tiszai | Napi 1 Miskolc felé               |
| személyvonat                | Miskolc-Tiszai → Nyékládháza → Emőd → Csincse → Mezőkeresztes-Mezőnyárád → Mezőkövesd felső → Mezőkövesd → Szihalom → Füzesabony → Kál-Kápolna → Vámosgyörk → Hatvan | Napi 1 Hatvan felé                |
| személyvonat                | Hatvan – Vámosgyörk – Adács – Karácsond – Ludas – Nagyút – Kál-Kápolna – Füzesabony (→ Maklár → Andornaktálya → Eger) | Napi 1 pár                        |
| személyvonat                | Hatvan – Mátravidéki Erőmű – Lőrinci – Selyp – Apc-Zagyvaszántó – Jobbágyi – Szurdokpüspöki – Pásztó – Mátraszőlős-Hasznos – Tar – Mátraverebély – Nagybátony – Kisterenye – Kisterenye-Bányatelep – Zagyvapálfalva – Salgótarján külső – Salgótarján – Somoskőújfalu | 1-2 óránként                      |
| Tokaj InterCity             | Budapest-Nyugati – Zugló – Kőbánya-Kispest – Ferihegy – Cegléd – Szolnok – Püspökladány – Hajdúszoboszló – Debrecen – Nyíregyháza – Tokaj – Szerencs – Miskolc-Tiszai – Füzesabony – Hatvan – Budapest-Keleti | 2 óránként                        |
| Tokaj InterCity             | Budapest-Keleti – Hatvan – Füzesabony – Miskolc-Tiszai – Szerencs – Tokaj – Nyíregyháza – Debrecen (← Ebes ← Hajdúszoboszló ← Kaba ← Püspökladány ← Karcag ← Kisújszállás ← Fegyvernek-Örményes ← Törökszentmiklós ← Szajol ← Szolnok) | Napi 1 pár                        |
| Hernád-Zemplén InterCity    | Budapest-Keleti – Hatvan – Mezőkövesd – Miskolc-Tiszai – Hernád InterCity: Szikszó-Vásártér – Halmaj – Ináncs – Forró-Encs – Novajidrány – Hidasnémeti / Zemplén InterCity: Szerencs – Bodrogkeresztúr – Erdőbénye – Olaszliszka-Tolcsva – Bodrogolaszi – Sárospatak – Sátoraljaújhely                                                                                             | 2 óránként                        |
| Hernád nemzetközi InterCity | Budapest-Keleti – Mezőkövesd – Miskolc-Tiszai – Szikszó-Vásártér – Halmaj – Ináncs – Forró-Encs – Novajidrány – Hidasnémeti – Košice (Kassa) | 2 óránként                        |
| Borsod InterCity            | Budapest-Keleti – Hatvan – Füzesabony – Mezőkövesd – Nyékládháza – Miskolc-Tiszai | Napi 1 pár                        |
| Tisza-tó sebesvonat         | Budapest-Keleti – Gödöllő – Hatvan – Füzesabony – Poroszló – Tiszafüred – Egyek – Hortobágyi Halastó – Hortobágy – Balmazújváros | Hétvégén 1 pár, nyáron napi 1 pár |
| Ezüstpart expresszvonat     | Miskolc-Tiszai – Nyékládháza – Mezőkövesd – Füzesabony – Kál-Kápolna – Vámosgyörk – Hatvan – Aszód – Gödöllő – Budapest-Kelenföld – Székesfehérvár – Balatonaliga – Balatonvilágos – Szabadisóstó – Siófok – Balatonszéplak felső – Zamárdi – Szántód – Balatonföldvár – Balatonszárszó – Balatonszemes – Balatonlelle felső – Balatonlelle – Balatonboglár – Fonyódliget – Fonyód | Nyáron napi 1 pár                 |